# エルツタール
エルツタール (ドイツ語: Elztal) はドイツ連邦共和国バーデン＝ヴュルテンベルク州ネッカー＝オーデンヴァルト郡に属す町村（以下、本項では便宜上「町」と記述する）。

## 地理
エルツタールは、バーデン・オーデンヴァルトやバウラントの南端に位置する。町域内を、ネッカー川右岸の支流であるエルツ川が流れる。町域は、ネッカー＝オーデンヴァルト自然公園に含まれる。

### 自治体の構成
この町は、アウアーバッハ、ダラウ、ムッケンタール、ネッカーブルケン、リッタースバッハの5地区からなる。

## 歴史
現在のエルツタールの町域は、1973年までモースバッハ郡に属した。郡の再編時代に新しいネッカー＝オーデンヴァルト郡に編入された。

### 町村合併
1973年1月1日に、アウアーバッハ、ダラウ、ムッケンタール、ネッカーブルケンが合併し、新しい自治体エルツタールが発足した。1975年にリッタースバッハが合併した。

### 宗教
現在のエルツタールの町域は、宗教改革以来プロテスタントが優勢である。現在もダラウ（アウアーバッハもこの教会が管轄している）とネッカーブルケンにそれぞれプロテスタント教会がある。ムッケンタールはファーレンバッハの教会が、リッタースバッハはグロースアイホルツハイム（ゼッカハの一地区）の教会が管轄している。一方、この町にはローマ・カトリック教会の組織も存在している。

## 行政

### 議会
この町の議会は、20人の議員で構成される。

### 紋章
銀（白）地に、青い翼を持ち青い服を着た聖ミヒャエル。右手には金（黄色）の剣、左手には金（黄色）の天秤。右脚もとには楕円の盾。盾は左右二分割され、向かって左は銀（白）地に黒い十字（ドイツ騎士団十字）、向かって右は銀（白）と青の斜め十字。聖ミヒャエルは、正義のシンボルとしてよく見られる（聖ミヒャエルはダラウの教会守護聖人ではない）。小盾には、この町と領主関係にあったドイツ騎士団十字とプファルツ＝ヴィッテルスバッハの菱形が描かれている。

## 経済と社会資本

### 交通
町域には、ネッカーブルケン、ダラウ、アウアーバッハにネッカーエルツ＝オスターブルクン線の駅が3つある。この路線はラインネッカーSバーンが利用している。その路線S1系統は、1時間毎にハイデルベルク方面およびオスターブルケン方面を結んでいる。
町域を、連邦道B27号線（ブランケンブルク - シャフハウゼン）、B292号線（バート・シェーンボルン - ラウダ＝ケーニヒスホーフェン）が走っている。
1974年、モースバッハへの狭軌鉄道（オーデンヴァルトエクスプレス）が廃止された。

### 地元企業
リッタースバッハ地区には、汚染除去装置の製造者 Odenwaldwerke Rittersbach が本社を置いている。ダラウ地区にはトラックやリフト車両製造の Spitzer Silo-Fahrzeugwerke GmbH の本社がある。

## 文化と見所

### 建築

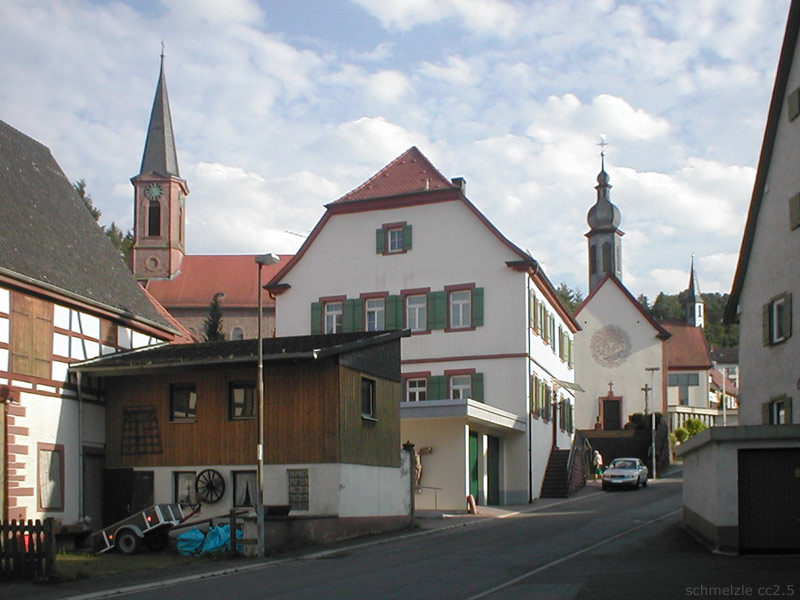
ダラウ地区中心部。向かって左から、プロテスタント教会、司祭館、カトリック教会

- ダラウ城はかつてのドイツ騎士団の水城の遺構である。広い敷地内に円形の隅塔と宮殿が保存されている。
- ダラウ地区には、プロテスタント教会とカトリック教会が隣り合って建っている。教会は、他の歴史的建築物（カトリックの司祭館、プロテスタント神学校）に取り囲まれている。カトリックの汚れなき聖マリア教会は、1737年5月9日に献堂された。1985年に翼廊が増築され、内陣が新築された。古い建物の歴史的なステンドグラスにはマリアの姿がないのだが、増改築部にはバロック様式のマリア像やその他の聖母の象徴が見て取れる。教会の改築の聖別は1987年5月10日に行われた。
- ネッカーブルケン地区には、コホーテン城（西の城）とヌーメルス城の2つのローマ時代の城がある。
- ネッカーブルケン地区には木組みの町役場と、1747年の身廊と1811年の塔を持つ小さなバロック教会が美しいアンサンブルを見せている。向かい側には、1818年の牧師館がある。この他、この地区には、大変に珍しい外観を持つパン焼き釜の小屋（1809年）があり、中には石灰釜が備えられている。この建物は2006年に修復がなされた。
- リッタースバッハ地区の、ゲオルク教会は1886年にネオロマネスク様式で建設された建物で、ライヒェナウ＝オーバーツェルの聖ゲオルク教会にある文化遺産となっているフレスコのコピーを有している。

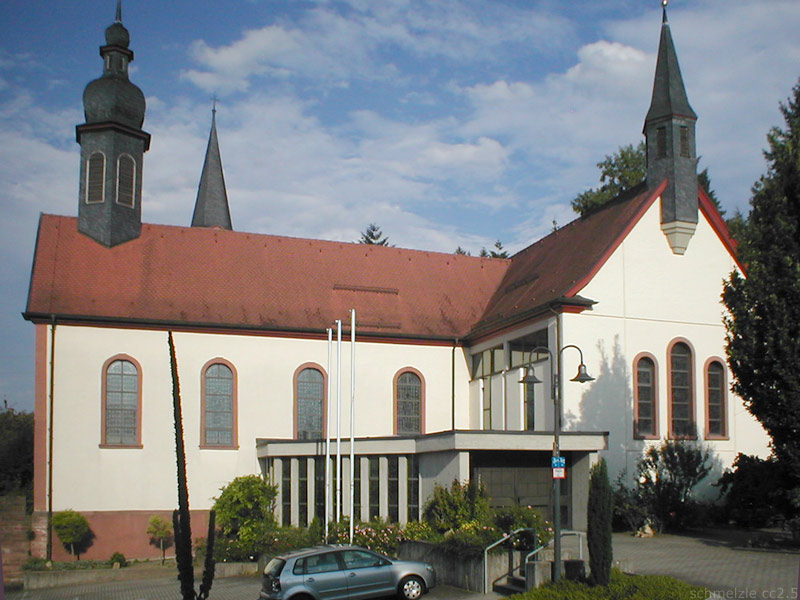
ダラウ地区の汚れなき聖マリア・カトリック教会
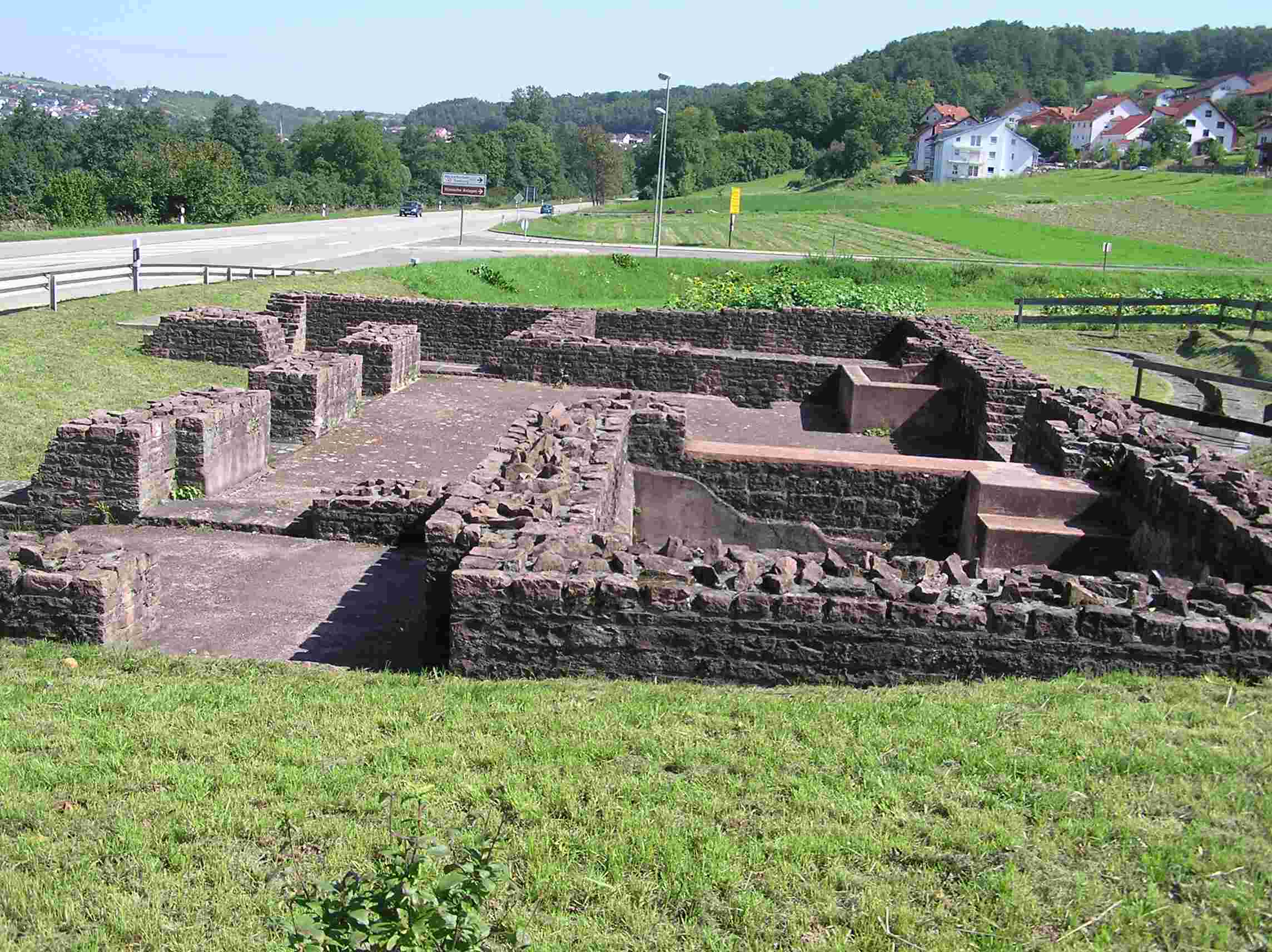
ネッカーブルケン地区のローマ式浴場遺跡
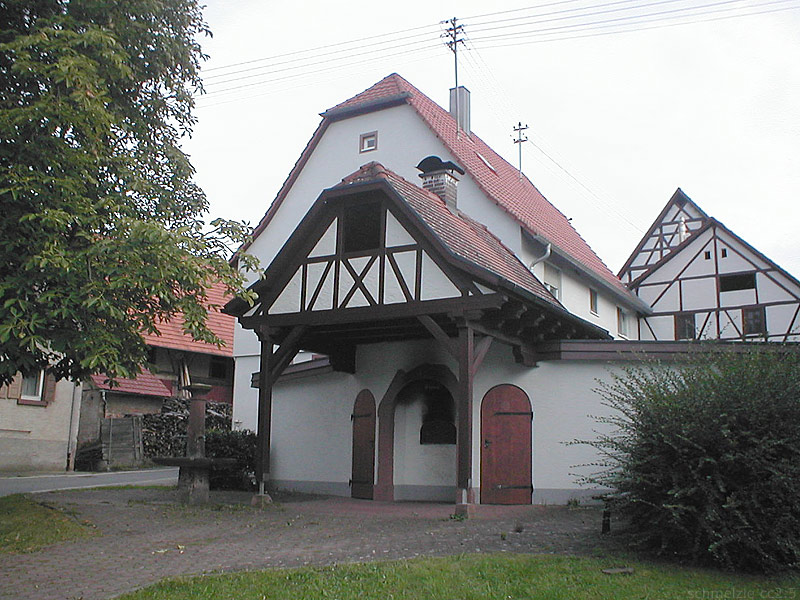
ネッカーブルケン地区の歴史的なパン焼き小屋

### 博物館
- エーランティア博物館（ネッカー＝オーデンヴァルト・リーメス沿いの博物館）

## 引用
1. ↑  Statistisches Landesamt Baden-Württemberg – Bevölkerung nach Nationalität und Geschlecht am 31. Dezember 2023 (CSV-Datei)